# Державницький напрям в українській історіографії
Державницький напрям в українській історіографії – провідна тенденція поступу української історіографії 1920–30-х рр. Типовими передумовами для виникнення державницького напряму в історіографії тієї чи іншої країни є: об'єднання етнічних земель, трансформація багатонаціональної держави в національну, консолідація національної еліти, ствердження ідентичності національної та ін. В українській історичній науці державницький напрям сформувався під впливом: 
- української революції 1917–1921;
- інтелектуальної та духовної кризи 1920-х рр. після Першої світової війни; *суспільно-політичних та наукових здобутків західно-європейської думки початку 20 ст.,
- а також ідей, що розвивали українські історики-народники, зокрема ідеї самостійності та безперервності українського історичного процесу (схема М.Грушевського; див. Народницький напрям в історіографії).

## Засновники і послідовники
Засновники Д.н. в у.і. – В.Липинський та С.Томашівський. У 1920–30-ті рр. до цього напряму належали такі відомі історики, як В.Герасимчук, І.Джиджора, І.Кревецький, Д.Дорошенко, І.Крип'якевич, М.Кордуба, В.Кучабський, а також молоді дослідники М.Андрусяк, В.Заїкин, Б.Крупницький, Д.Олянчин та ін. Цей напрям справив помітний вплив як на студії істориків у Радянській Україні в 1920-ті рр. (О.Оглоблин, Л.Окіншевич та ін.), так і на українську зарубіжну історіографію (1940–80-ті рр.). Д.н. в у.і. становив реакцію тогочасної української історичної думки на потребу українства в реконструкції власного історичного минулого, і був, по суті, різновидом наукової рефлексії, що фіксувала взаємовідносини між тодішньою реальністю та минувшиною. Окремі сучасні дослідники вказують на розмитість меж між народницьким і державницьким напрямами в українській історичній науці 1-ї третини 20 ст., підкреслюючи абстрактність змістовного наповнення поняття "державницький напрям" (І.Гирич, Я.Дашкевич та ін.).

## Особливості
Характерними для творчості українських істориків-державників є:
- пріоритетність дослідження "державницьких періодів" української історії (княжа доба; див. Київська Русь, Київське князівство), епоха України-Гетьманщини, українська революція 1917-1921;
- контрастне висвітлення та контроверсійна інтерпретація (через призму цивілізаційного або культурного перехрестя) впливу різних історичних чинників (географічних, природничих, політичних, етно- та соціокультурних, психологічних, геополітичних) на процес виникнення, функціонування та руйнації державних організацій, які, як правило, фіксуються у формах дихотомічних протиставлень: народ (народні маси) – аристократія (провідна верства), Схід – Захід, римо-католицький – візантійсько-православний світи, хліборобська – кочова культури та ін.;
- західно-європейська культурно-історична орієнтація, адаптування до українських потреб інтелектуальних здобутків європейської думки;
- особлива увага до теми ролі національної еліти та визначної особистості в історії державного будівництва.